# Marcel Sembat (metropolitana di Parigi)
Marcel Sembat è una stazione della linea 9 della metropolitana di Parigi.
Si trova nel comune di Boulogne-Billancourt.

## La stazione
La stazione venne aperta nel 1934 ed il suo nome è a ricordo del giornalista Marcel Sembat (1862-1922) che fu deputato socialista del XVIII arrondissement di Parigi dal 1893 alla sua morte. Egli fu direttore de La Petite République dal 1892 al 1897 e ministro dei Lavori Pubblici dal 1914 al 1916.

## Interconnessioni
- Bus RATP - 123, 126, 175, SUBB
- Bus Optile - Traverciel, 026
- Noctilien - N12, N61, N121